# 中国国鉄HXD3D型電気機関車
HXD3D形は、中国各地の電化鉄道路線で使用されている旅客用電気機関車。海外の技術を取り入れた「和諧号」と呼ばれる電気機関車シリーズの1形式で、「和諧電3D形」（中国語: 和谐电3D型）とも呼ばれる。

## 概要
海外の企業の技術を取り入れた、「和諧号」と呼ばれる一連の電気機関車のうち、最高速度160 km/hの旅客列車用に開発された電気機関車。電動機（三相誘導電動機）や制御装置（VVVFインバータ制御方式）を含めた電気機器は日本の東芝製のものを使用しており、車両出力7,200kwは開発時点における中国の旅客用電気機関車の中で最大の数値である。これにより、従来の直流電動機を用いた電気機関車に比べ加速度に優れている他、走行時の電力を回収可能な回生ブレーキが設置されているため、消費電力の削減も可能となっている。また、車両には機器の故障などを調査する自己診断システムが搭載されており、信頼性の向上が図られている。
試作車が2012年に製造された後、2014年の春節へ向けて量産車の製造が始まり、同年1月13日から本格的な営業運転が開始された。それ以降は中国各地の電化区間で使用されており、中国国家鉄路集団（中国国鉄）に加えて2015年以降は広西沿岸鉄道（广西沿海铁路股份有限公司）が運営する電化路線にも導入されている。

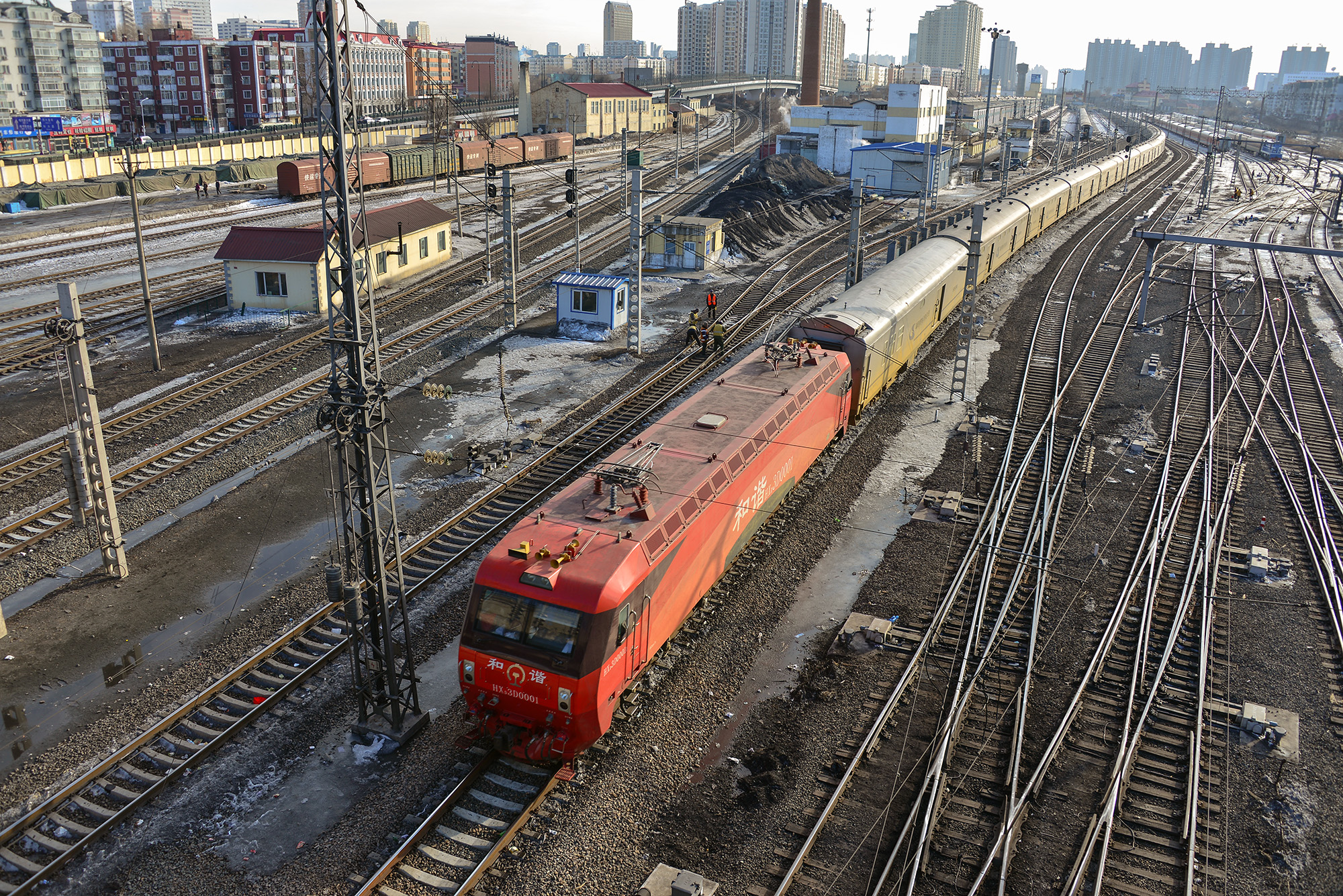
試作車（HXD3D-0001） 量産車と塗装が異なる （2012年撮影）
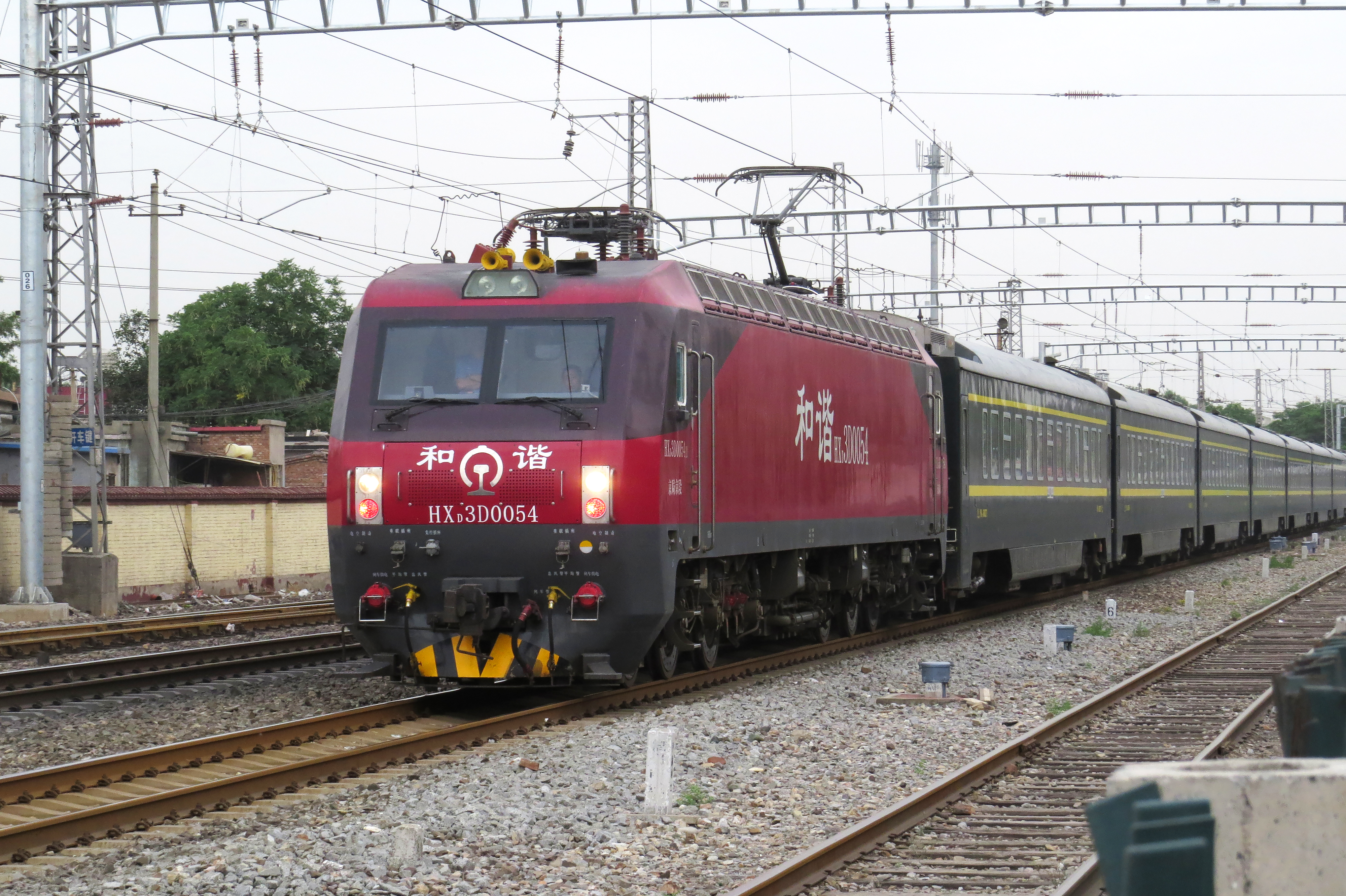
量産車（HXD3D-0054） （2016年撮影）
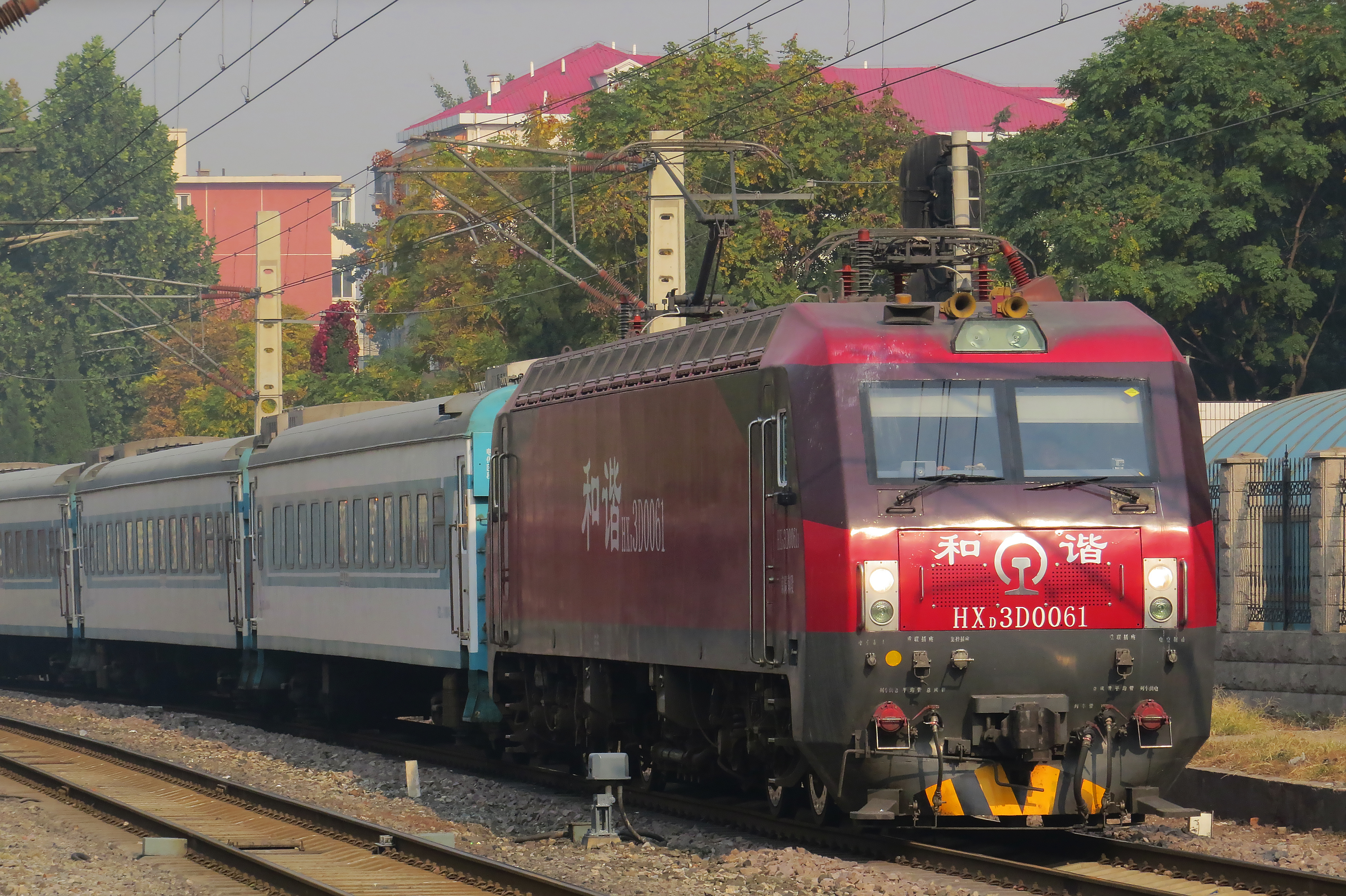
量産車（HXD3D-0061） （2015年撮影）

## 特別車両
中国国鉄に在籍する機関車の一部には、中華人民共和国の建国に貢献した人物や社会の規範としての名誉を称えるため大型のヘッドマークを始めとした装飾を施した車両が存在する。HXD3D型のうち、そのような特別な装飾や名称が付けられた車両は以下の通りである。
- 毛沢東号（中国語: 毛泽东号）（HXD3D-1893）[8]
- 共産党員号（中国語: 共产党员号）（HXD3D-1921）[9]
- 雷鋒号（中国語: 雷锋号）（HXD3D-0035）[10]
- 鋼人鉄馬号（中国語: 钢人铁马号）（HXD3D-0621）[11]
- 朱徳号（中国語: 朱德號）（HXD3D-1886）[12]

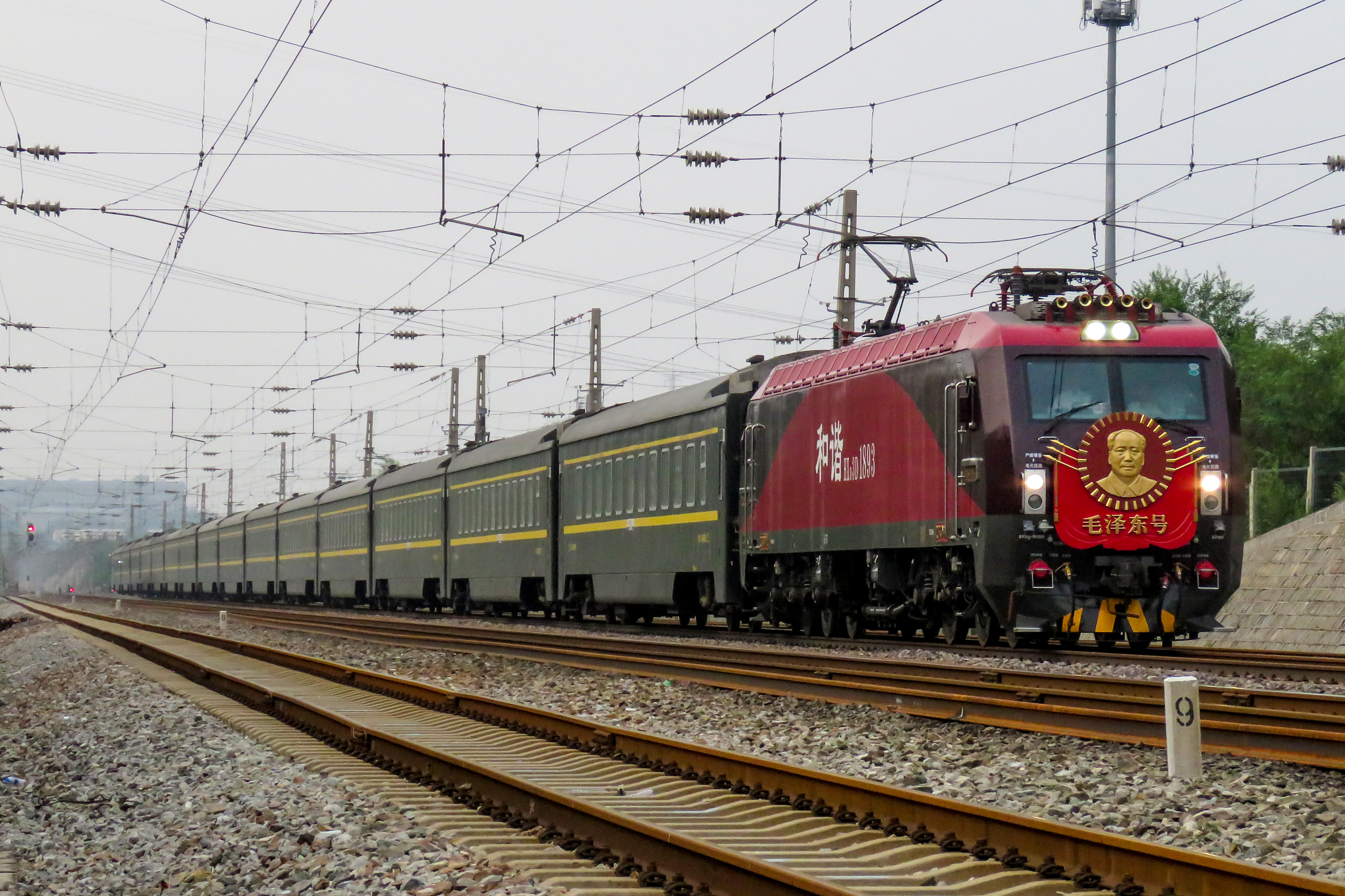
毛沢東号（HXD3D-1893） （2018年撮影）
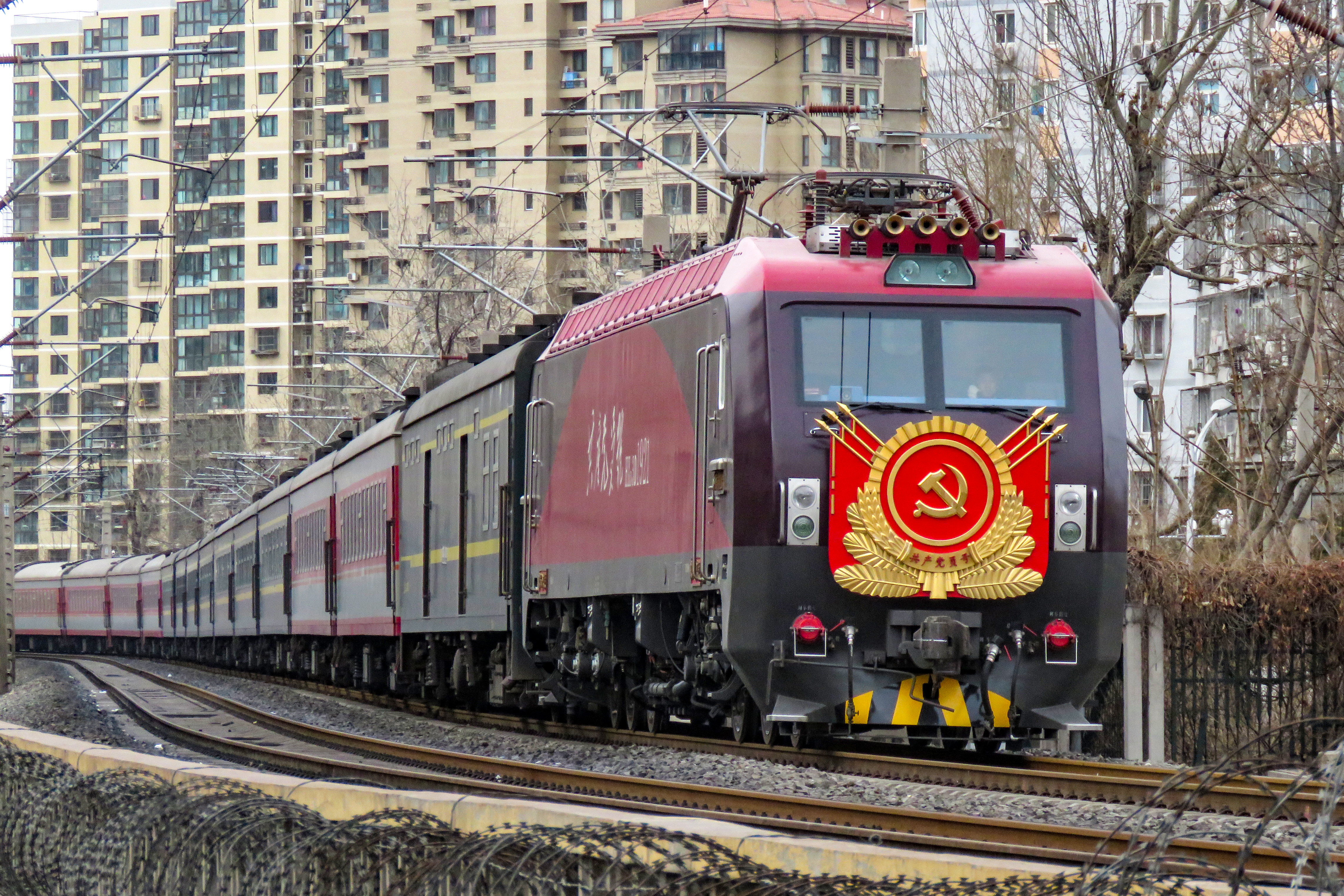
共産党員号（HXD3D-1921） （2019年撮影）

## 参考資料
- 阿部真之; 岡田健太郎『中国鉄道大全　中国鉄道10万km徹底ガイド』旅行人、2011年10月。ISBN 978-4947702692。